# Isabelle Poutrin
Isabelle Poutrin, née en 1961, est une historienne moderniste française spécialiste de l'histoire religieuse de l'Europe du Sud aux XVIe et XVIIe siècles. Elle enseigne depuis 2017 à l'université de Reims.
Elle s'est consacrée en particulier à l'étude des conversions de musulmans en Espagne.

## Biographie
Isabelle Poutrin est une ancienne élève de l'École normale supérieure de jeunes filles, qui a fusionné avec l'ENS de la rue d'Ulm, en 1985, avant qu'elle n'y achève ses études. Elle obtient l'agrégation d'histoire en 1985. De 1988 à 1989, elle est pensionnaire de la Casa de Velázquez à Madrid, ce qui lui permet de séjourner un an à Madrid pour étudier au sein de l'École des hautes études hispaniques et ibériques.
En 1991, Isabelle Poutrin soutient un doctorat d'histoire, dirigé par Marc Venard, à l'université Paris X Nanterre et intitulé « Les contemplatives et les pouvoirs religieux : autobiographies de mystiques, sources inquisitoriales et hagiographiques, Espagne, XVIe – XVIIIe siècles ».
Entre 1993 et 1998 elle enseigne en tant que maîtresse de conférences à l’Université Bordeaux III, puis elle rejoint Paris 12 Créteil où elle reste jusqu'en 2017.
En 2010, elle présente son habilitation à diriger des recherches l'université Paris IV, ce qui lui permet d'être nommée professeure des universités en 2017. Elle dirige en 2014-2018 le programme ANR Pocram (Pouvoir politique et conversion religieuse, Antiquité - XVIIe siècle) avec une équipe formée par Claire Sotinel, Christophe Duhamelle, Pierre-Antoine Fabre, Jérémie Foa, Thomas Lienhard et Pierre Savy. A l'occasion de ce projet, elle a ouvert le carnet de recherches Conversion / Pouvoir et religion.
Elle a été membre senior de l'Institut Universitaire de France en 2016-2021 (26e promotion), et membre de la School of Historical Studies de l'Institute for Advanced Study de l'Université de Princeton  en 2021.
En 2022, Isabelle Poutrin reçoit, avec Elisabeth Lusset, le Prix Sade de l'essai pour le Dictionnaire du fouet et de la fessée .
Avec Jean-François Chauvard, elle a rédigé le sujet d'histoire moderne pour l'agrégation externe d'histoire de 2023 et de 2024, intitulé « Communautés et mobilités en Méditerranée de la fin XVe siècle au milieu du XVIIIe siècle ».

## Travaux

### La conversion des musulmans d'Espagne

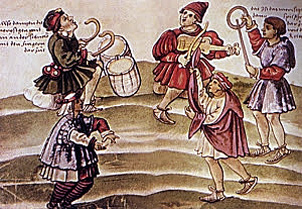
Zambra morisque (chant espagnol de flamenco accompagné à la guitare sur un rythme à 2 ou 4 temps, ainsi que la danse qui l'accompagne).

Dans l'introduction de Convertir les musulmans, Isabelle Poutrin soulève deux contradictions liés à l'histoire des morisques :  « Pourquoi avoir converti les musulmans, puisqu’il était évident qu'ils n'avaient pas la foi dans le Christ ? Et pourquoi avoir expulsé les morisques, alors qu’ils étaient baptisés, et après tant d’efforts accomplis pour les convertir ? » Ces questionnements jalonnent ainsi l'ouvrage.
Selon elle, l'explication économique, souvent invoquée (la conversion sert à conserver une population laborieuse sur place et l'expulsion à accaparer des biens) n'est pas suffisante.

## Ouvrages
- Le Voile et la plume : Autobiographie et sainteté féminine dans l'Espagne moderne, Casa de Velázquez, 1995 (ISBN 9788486839529)
- Le XIXe siècle : science, politique et tradition  (préf. Alain Corbin), Paris, Berger-Levrault, 1995, 534 p. (ISBN 9782701310220)
- Avec Fanny Cosandey, Monarchies française et espagnole : 1550-1714, Paris, Atlande, 2001, 640 p. (ISBN 9782912232243)
- Avec Marie-Karine Schaub, Femmes & pouvoir politique : les princesses d'Europe : XVe – XVIIIe siècle, Paris, Éditions Bréal, 2007, 334 p. (ISBN 9782749504179)
- Convertir les musulmans : Espagne, 1491-1609, Paris, PUF, coll. « Le Nœud gordien », 11 avril 2012, 372 p. (ISBN 978-2-13-058914-3, lire en ligne)(es) Convertir a los musulmanes. España, 1491-1609, Valencia, Universitat de Valencia, coll. « Biblioteca de Estudios moriscos », 2020, 368 p. (ISBN 978-84-9134-617-3)
- Avec Alain Tallon, Les expulsions de minorités religieuses dans l'Europe latine (XIIIe – XVIIe siècle), Pompignac, Éditions Bière, 2015, 179 p. (ISBN 9782852761100)
- Avec Anne Bonzon, Alain Tallon et Catherine Vincent, Marc Venard, historien, Rennes, Presses universitaires de Rennes, 2019, 291 p. (ISBN 9782753577503)
- Avec Elisabeth Lusset, Dictionnaire du fouet et de la fessée : Corriger et punir, Paris, PUF, 2 février 2022, 816 p. (ISBN 978-2-13-081898-4)
- Les convertis du pape. Une famille de banquiers juifs à Rome au XVIe siècle, Paris, Seuil, coll. "L'Univers historique", 2023, 332 p.  (ISBN 978-2-02-1536652)